# Corea del Sur en la Copa Mundial de Fútbol de 2002
La selección de Corea del Sur fue uno de los 32 equipos participantes en la Copa Mundial de Fútbol de 2002, torneo que se llevó a cabo del 31 de mayo al 30 de junio en Corea del Sur y Japón.
Corea del Sur se clasificó directamente a la cita como coanfitrión del evento, junto a Japón. En el sorteo fue asignada al Grupo D, junto con las selecciones de Polonia, Estados Unidos y Portugal. Obtuvo el pase a octavos de final como primera de grupo, tras haber derrotado a Polonia por 2-0, en su primera victoria en mundiales, y a Portugal por 1-0, además de haber empatado a un gol con Estados Unidos.
En las eliminatorias de la fase final se enfrentó en octavos de final a Italia, ganando por 2-1 en la prórroga. En cuartos de final se enfrentó con la Selección Española de Fútbol a quien venció en penaltis tras un empate sin goles, clasificándose por primera vez en su historia para una eliminatoria de semifinales en un mundial. En esta fase, Corea del Sur fue derrotada por Alemania con un resultado de 1-0, lo que la obligó a disputar el partido por el tercer puesto. Allí jugó contra el seleccionado de Turquía, que había sido eliminada por un imparable Brasil en la otra semifinal; nuevamente perderían los asiáticos, esta vez 3-2, para finalizar históricamente en el cuarto lugar.
Como reconocimiento a su actuación en la fase final, Corea del Sur obtuvo el Premio al Equipo Más Entretenido del mundial. Como premio individual, Hong Myung-bo y Yoo Sang-chul fueron elegidos para formar parte del Equipo del Torneo. Por un lado, el capitán Myung-bo obtuvo el Balón de Bronce como el  tercer mejor jugador de la fase final del campeonato. Cabe destacar que, a pesar de las buenas actuaciones de Corea del Sur en el mundial, muchos de los partidos que jugó estuvieron llenos de polémica debido a cuestionables errores arbitrales.

## Lista de jugadores
Entrenador:  Guus Hiddink
| No. | Pos. | Jugador         | Fecha de nacimiento (edad)         | Apa. | Club                    |
| --- | ---- | --------------- | ---------------------------------- | ---- | ----------------------- |
| 1   | POR  | Lee Woon-jae    | 26 de abril de 1973 (29 años)      | 31   | Suwon Samsung Bluewings |
| 2   | DEF  | Hyun Young-min  | 25 de diciembre de 1979 (22 años)  | 8    | Ulsan Hyundai Horangi   |
| 3   | MED  | Choi Sung-yong  | 25 de diciembre de 1975 (26 años)  | 60   | Suwon Samsung Bluewings |
| 4   | DEF  | Choi Jin-cheul  | 26 de marzo de 1971 (31 años)      | 15   | Jeonbuk Hyundai Motors  |
| 5   | MED  | Kim Nam-il      | 14 de marzo de 1977 (25 años)      | 23   | Jeonnam Dragons         |
| 6   | MED  | Yoo Sang-chul † | 18 de octubre de 1971 (30 años)    | 93   | Kashiwa Reysol          |
| 7   | DEF  | Kim Tae-young   | 8 de noviembre de 1970 (31 años)   | 78   | Jeonnam Dragons         |
| 8   | DEL  | Choi Tae-uk     | 13 de marzo de 1981 (21 años)      | 16   | Anyang LG Cheetahs      |
| 9   | DEL  | Seol Ki-hyeon   | 8 de enero de 1979 (23 años)       | 31   | Anderlecht              |
| 10  | MED  | Lee Young-pyo   | 23 de abril de 1977 (25 años)      | 51   | Anyang LG Cheetahs      |
| 11  | DEL  | Choi Yong-soo   | 10 de septiembre de 1973 (28 años) | 58   | JEF United Ichihara     |
| 12  | POR  | Kim Byung-ji    | 8 de abril de 1970 (32 años)       | 58   | Pohang Steelers         |
| 13  | MED  | Lee Eul-yong    | 8 de septiembre de 1975 (26 años)  | 19   | Bucheon SK              |
| 14  | DEL  | Lee Chun-soo    | 9 de julio de 1981 (20 años)       | 22   | Ulsan Hyundai Horangi   |
| 15  | DEF  | Lee Min-sung    | 23 de junio de 1973 (28 años)      | 52   | Busan I'Cons            |
| 16  | DEL  | Cha Du-ri       | 25 de julio de 1980 (21 años)      | 12   | Korea University        |
| 17  | MED  | Yoon Jong-hwan  | 16 de febrero de 1973 (29 años)    | 36   | Cerezo Osaka            |
| 18  | DEL  | Hwang Sun-hong  | 14 de julio de 1968 (33 años)      | 97   | Kashiwa Reysol          |
| 19  | MED  | Ahn Jung-hwan   | 27 de enero de 1976 (26 años)      | 19   | Perugia                 |
| 20  | DEF  | Hong Myung-bo   | 12 de febrero de 1969 (33 años)    | 128  | Pohang Steelers         |
| 21  | MED  | Park Ji-sung    | 25 de febrero de 1981 (21 años)    | 33   | Kyoto Purple Sanga      |
| 22  | MED  | Song Chong-gug  | 20 de febrero de 1979 (23 años)    | 27   | Busan I'Cons            |
| 23  | POR  | Choi Eun-sung   | 5 de abril de 1971 (31 años)       | 1    | Daejeon Citizen         |

## Preparación

### Partidos previos
| Amistoso; 9 de diciembre de 2001 | Corea del Sur | 1:0 (1:0) | Estados Unidos | Jeju World Cup Stadium, Seogwipo                          |                                                           |
|                                  | S.C. Yoo 20'  | Reporte   |                | Asistencia: 42.256 espectadores Árbitro(s): Naotsugu Fuse | Asistencia: 42.256 espectadores Árbitro(s): Naotsugu Fuse |

| Copa de Oro de la Concacaf Fase de grupos; 19 de enero de 2002 | Estados Unidos              | 2:1 (1:1) | Corea del Sur | Estadio Rose Bowl, Pasadena                                |                                                            |
|                                                                | Donovan 36' · Beasley 90+3' | Reporte   | C.G. Song 37' | Asistencia: 42.117 espectadores Árbitro(s): Samuel Richard | Asistencia: 42.117 espectadores Árbitro(s): Samuel Richard |

| Copa de Oro de la Concacaf Fase de grupos; 22 de enero de 2002 | Corea del Sur | 0:0     | Cuba | Estadio Rose Bowl, Pasadena                            |                                                        |
|                                                                |               | Reporte |      | Asistencia: 12.906 espectadores Árbitro(s): Noel Bynoe | Asistencia: 12.906 espectadores Árbitro(s): Noel Bynoe |

| Copa de Oro de la Concacaf Cuartos de final; 27 de enero de 2002 | México                            | 0:0 (t. s.)(2:4 p.)        | Corea del Sur                              | Estadio Rose Bowl, Pasadena                             |                                                         |
|                                                                  |                                   | Reporte                    |                                            | Asistencia: 31.628 espectadores Árbitro(s): José Pineda | Asistencia: 31.628 espectadores Árbitro(s): José Pineda |
|                                                                  |                                   | Tiros desde el punto penal |                                            |                                                         |                                                         |
|                                                                  | Noriega · de Anda · Sosa · Hierro |                            | E.Y. Lee · D.G. Lee · S.Y. Choi · Y.P. Lee |                                                         |                                                         |

| Copa de Oro de la Concacaf Semifinales; 30 de enero de 2002 | Costa Rica                    | 3:1 (1:0) | Corea del Sur | Estadio Rose Bowl, Pasadena                                |                                                            |
|                                                             | Gómez 44' · Wanchope 77', 82' | Reporte   | J.C. Choi 81' | Asistencia: 7.241 espectadores Árbitro(s): Rodolfo Sibrian | Asistencia: 7.241 espectadores Árbitro(s): Rodolfo Sibrian |

| Copa de Oro de la Concacaf Partido por el tercer puesto; 2 de febrero de 2002 | Canadá                               | 2:1 (2:1) | Corea del Sur | Estadio Rose Bowl, Pasadena                            |                                                        |
|                                                                               | D.H. Kim 34' (a.g.) · De Rosario 35' | Reporte   | D.H. Kim 15'  | Asistencia: 14.432 espectadores Árbitro(s): Noel Bynoe | Asistencia: 14.432 espectadores Árbitro(s): Noel Bynoe |

| Amistoso; 13 de febrero de 2002 | Uruguay       | 2:1 (1:1) | Corea del Sur | Estadio Centenario, Montevideo |  |
|                                 | Abreu 7', 55' | Reporte   | D.H. Kim 27'  |                                |  |

| Amistoso; 13 de marzo de 2002 | Túnez | 0:0     | Corea del Sur | Estadio Olímpico, Radès         |                                 |
|                               |       | Reporte |               | Asistencia: 10.000 espectadores | Asistencia: 10.000 espectadores |

| Amistoso; 20 de marzo de 2002 | Corea del Sur       | 2:0 (0:0) | Finlandia | Estadio Cartagonova, Cartagena |  |
|                               | S.H. Hwang 86', 88' | Reporte   |           |                                |  |

| Amistoso; 26 de marzo de 2002 | Corea del Sur | 0:0     | Turquía | Vonovia Ruhrstadion, Bochum                                       |                                                                   |
|                               |               | Reporte |         | Asistencia: 21.675 espectadores Árbitro(s): Lutz-Michael Fröhlich | Asistencia: 21.675 espectadores Árbitro(s): Lutz-Michael Fröhlich |

| Amistoso; 20 de abril de 2002 | Corea del Sur                | 2:0 (1:0) | Costa Rica | Daegu World Cup Stadium, Daegu |  |
|                               | D.R. Cha 24' · T.U. Choi 83' | Reporte   |            |                                |  |

| Amistoso; 27 de abril de 2002 | Corea del Sur | 0:0     | China | Incheon Munhak Stadium, Incheon |                           |
|                               |               | Reporte |       | Árbitro(s): Tōru Kamikawa       | Árbitro(s): Tōru Kamikawa |

| Amistoso; 16 de mayo de 2002 | Corea del Sur                                    | 4:1 (1:0) | Escocia   | Busan Asiad Main Stadium, Busan |  |
|                              | C.S. Lee 14' · J.H. Ahn 56', 86' · J.H. Yoon 66' | Reporte   | Dobie 73' |                                 |  |

| Amistoso; 21 de mayo de 2002 | Corea del Sur | 1:1 (0:1) | Inglaterra | Jeonju World Cup Stadium, Jeonju |                                 |
|                              | J.S. Park 66' | Reporte   | Owen 25'   | Asistencia: 39.876 espectadores  | Asistencia: 39.876 espectadores |

| Amistoso; 26 de mayo de 2002 | Corea del Sur                 | 2:3 (2:1) | Francia                                   | Suwon World Cup Stadium, Suwon                              |                                                             |
|                              | J.S. Park 24' · K.H. Seol 38' | Reporte   | Trezeguet 16' · Dugarry 53' · Leboeuf 89' | Asistencia: 43.000 espectadores Árbitro(s): Masayoshi Okada | Asistencia: 43.000 espectadores Árbitro(s): Masayoshi Okada |

## Participación

### Grupo D
| Equipo         | Pts | PJ | PG | PE | PP | GF | GC | DG |
| -------------- | --- | -- | -- | -- | -- | -- | -- | -- |
| Corea del Sur  | 7   | 3  | 2  | 1  | 0  | 4  | 1  | +3 |
| Estados Unidos | 4   | 3  | 1  | 1  | 1  | 5  | 6  | -1 |
| Portugal       | 3   | 3  | 1  | 0  | 2  | 6  | 4  | +2 |
| Polonia        | 3   | 3  | 1  | 0  | 2  | 3  | 7  | -4 |

#### Corea del Sur vs. Polonia
| 4 de junio de 2002, 20:30 (UTC+9)                              | Corea del Sur       | 2:0 (1:0) | Polonia | Busan Asiad Main Stadium, Busan                        |                                                        |
|                                                                | Hwang 26' · Yoo 53' | Reporte   |         | Asistencia: 48.760 espectadores Árbitro(s): Óscar Ruiz | Asistencia: 48.760 espectadores Árbitro(s): Óscar Ruiz |
| Primera victoria de Corea del Sur en la Copa Mundial de Fútbol |                     |           |         |                                                        |                                                        |

| Corea del Sur | Polonia |

|              |    |                |     |     |
|              |    |                |     |     |
| POR          | 1  | Lee Woon-jae   |     |     |
| DEF          | 4  | Choi Jin-cheul |     |     |
| DEF          | 7  | Kim Tae-young  |     |     |
| DEF          | 20 | Hong Myung-bo  |     |     |
| MED          | 5  | Kim Nam-il     |     |     |
| MED          | 6  | Yoo Sang-chul  |     | 61' |
| MED          | 13 | Lee Eul-yong   |     |     |
| MED          | 21 | Park Ji-sung   | 70' |     |
| MED          | 22 | Song Chong-gug |     |     |
| DEL          | 9  | Seol Ki-hyeon  |     | 89' |
| DEL          | 18 | Hwang Sun-hong |     | 50' |
| Suplentes:   |    |                |     |     |
| POR          | 12 | Kim Byung-ji   |     |     |
| POR          | 23 | Choi Eun-sung  |     |     |
| DEF          | 2  | Hyun Young-min |     |     |
| DEF          | 15 | Lee Min-sung   |     |     |
| MED          | 3  | Choi Sung-yong |     |     |
| MED          | 17 | Yoon Jong-hwan |     |     |
| MED          | 19 | Ahn Jung-hwan  |     | 50' |
| DEL          | 8  | Choi Tae-uk    |     |     |
| DEL          | 11 | Choi Yong-soo  |     |     |
| DEL          | 14 | Lee Chun-soo   |     | 61' |
| DEL          | 16 | Cha Du-ri      | 90' | 89' |
| Entrenador:  |    |                |     |     |
| Guus Hiddink |    |                |     |     |

|             |    |                    |     |     |
|             |    |                    |     |     |
| POR         | 1  | Jerzy Dudek        |     |     |
| DEF         | 4  | Michał Żewłakow    |     |     |
| DEF         | 6  | Tomasz Hajto       | 79' |     |
| DEF         | 15 | Tomasz Wałdoch     |     |     |
| DEF         | 20 | Jacek Bąk          |     | 50' |
| MED         | 7  | Piotr Świerczewski | 84' |     |
| MED         | 10 | Radosław Kałużny   |     | 64' |
| MED         | 18 | Jacek Krzynówek    | 31' |     |
| MED         | 21 | Marek Koźmiński    |     |     |
| DEL         | 11 | Emmanuel Olisadebe |     |     |
| DEL         | 19 | Maciej Żurawski    |     | 46' |
| Suplentes:  |    |                    |     |     |
| POR         | 12 | Radosław Majdan    |     |     |
| POR         | 22 | Adam Matysek       |     |     |
| DEF         | 2  | Tomasz Kłos        |     | 50' |
| DEF         | 3  | Jacek Zieliński    |     |     |
| DEF         | 13 | Arkadiusz Głowacki |     |     |
| MED         | 5  | Tomasz Rząsa       |     |     |
| MED         | 16 | Maciej Murawski    |     |     |
| MED         | 17 | Arkadiusz Bąk      |     |     |
| MED         | 23 | Paweł Sibik        |     |     |
| DEL         | 8  | Cezary Kucharski   |     |     |
| DEL         | 9  | Paweł Kryszałowicz |     | 46' |
| DEL         | 14 | Marcin Żewłakow    |     | 64' |
| Entrenador: |    |                    |     |     |
| Jerzy Engel |    |                    |     |     |

| Jugador del Partido: Yoo Sang-chul Árbitros asistentes: Elise Doriri Leif Lindberg Cuarto árbitro: Ángel Sánchez | Reglas del partido - 90 minutos. - Doce suplentes convocados. - Máximo de tres sustituciones. |

#### Corea del Sur vs. Estados Unidos
| 10 de junio de 2002, 15:30 (UTC+9) | Corea del Sur | 1:1 (0:1) | Estados Unidos | Daegu World Cup Stadium, Daegu                        |                                                       |
|                                    | Ahn 78'       | Reporte   | Mathis 24'     | Asistencia: 60.778 espectadores Árbitro(s): Urs Meier | Asistencia: 60.778 espectadores Árbitro(s): Urs Meier |

| Corea del Sur | Estados Unidos |

|              |    |                |     |     |
|              |    |                |     |     |
| POR          | 1  | Lee Woon-jae   |     |     |
| DEF          | 4  | Choi Jin-cheul |     |     |
| DEF          | 7  | Kim Tae-young  |     |     |
| DEF          | 20 | Hong Myung-bo  | 80' |     |
| MED          | 5  | Kim Nam-il     |     |     |
| MED          | 6  | Yoo Sang-chul  |     | 69' |
| MED          | 13 | Lee Eul-yong   |     |     |
| MED          | 21 | Park Ji-sung   |     | 38' |
| MED          | 22 | Song Chong-gug |     |     |
| DEL          | 9  | Seol Ki-hyeon  |     |     |
| DEL          | 18 | Hwang Sun-hong |     | 56' |
| Suplentes:   |    |                |     |     |
| POR          | 12 | Kim Byung-ji   |     |     |
| POR          | 23 | Choi Eun-sung  |     |     |
| DEF          | 2  | Hyun Young-min |     |     |
| DEF          | 15 | Lee Min-sung   |     |     |
| MED          | 3  | Choi Sung-yong |     |     |
| MED          | 10 | Lee Young-pyo  |     |     |
| MED          | 17 | Yoon Jong-hwan |     |     |
| MED          | 19 | Ahn Jung-hwan  |     | 56' |
| DEL          | 8  | Choi Tae-uk    |     |     |
| DEL          | 11 | Choi Yong-soo  |     | 69' |
| DEL          | 14 | Lee Chun-soo   |     | 38' |
| DEL          | 16 | Cha Du-ri      |     |     |
| Entrenador:  |    |                |     |     |
| Guus Hiddink |    |                |     |     |

|             |    |                  |     |     |
|             |    |                  |     |     |
| POR         | 1  | Brad Friedel     |     |     |
| DEF         | 2  | Frankie Hejduk   | 30' |     |
| DEF         | 12 | Jeff Agoos       | 39' |     |
| DEF         | 22 | Tony Sanneh      |     |     |
| DEF         | 23 | Eddie Pope       |     |     |
| MED         | 5  | John O'Brien     |     |     |
| MED         | 10 | Claudio Reyna    |     |     |
| MED         | 17 | DaMarcus Beasley |     | 75' |
| MED         | 21 | Landon Donovan   |     |     |
| DEL         | 11 | Clint Mathis     |     | 82' |
| DEL         | 20 | Brian McBride    |     |     |
| Suplentes:  |    |                  |     |     |
| POR         | 18 | Kasey Keller     |     |     |
| POR         | 19 | Tony Meola       |     |     |
| DEF         | 3  | Gregg Berhalter  |     |     |
| DEF         | 4  | Pablo Mastroeni  |     |     |
| DEF         | 6  | David Regis      |     |     |
| DEF         | 14 | Steve Cherundolo |     |     |
| DEF         | 16 | Carlos Llamosa   |     |     |
| MED         | 7  | Eddie Lewis      |     | 75' |
| MED         | 8  | Earnie Stewart   |     |     |
| MED         | 13 | Cobi Jones       |     |     |
| DEL         | 9  | Joe-Max Moore    |     |     |
| DEL         | 15 | Josh Wolff       |     | 82' |
| Entrenador: |    |                  |     |     |
| Bruce Arena |    |                  |     |     |

| Jugador del Partido: Brad Friedel Árbitros asistentes: Egon Bereuter Ali Tomusange Cuarto árbitro: Gamal Al-Ghandour | Reglas del partido - 90 minutos. - Doce suplentes convocados. - Máximo de tres sustituciones. |

#### Portugal vs. Corea del Sur
| 14 de junio de 2002, 20:30 (UTC+9)                                                    | Portugal | 0:1 (0:0) | Corea del Sur | Incheon Munhak Stadium, Incheon                           |                                                           |
|                                                                                       |          | Reporte   | Park 70'      | Asistencia: 50.239 espectadores Árbitro(s): Ángel Sánchez | Asistencia: 50.239 espectadores Árbitro(s): Ángel Sánchez |
| Primera clasificación de Corea del Sur a la segunda fase de la Copa Mundial de Fútbol |          |           |               |                                                           |                                                           |

| Portugal | Corea del Sur |

|                  |    |                  |          |     |
|                  |    |                  |          |     |
| POR              | 1  | Vítor Baía       |          |     |
| DEF              | 2  | Jorge Costa      | 83'      |     |
| DEF              | 5  | Fernando Couto   |          |     |
| DEF              | 22 | Beto             | 22', 66' |     |
| DEF              | 23 | Rui Jorge        |          | 73' |
| MED              | 17 | Paulo Bento      |          |     |
| MED              | 20 | Petit            |          | 77' |
| DEL              | 7  | Luís Figo        |          |     |
| DEL              | 8  | João Pinto       | 27'      |     |
| DEL              | 9  | Pauleta          |          | 69' |
| DEL              | 11 | Sérgio Conceição |          |     |
| Suplentes:       |    |                  |          |     |
| POR              | 15 | Nélson           |          |     |
| POR              | 16 | Ricardo          |          |     |
| DEF              | 3  | Abel Xavier      |          | 73' |
| DEF              | 4  | Marco Caneira    |          |     |
| DEF              | 13 | Jorge Andrade    |          | 69' |
| MED              | 6  | Paulo Sousa      |          |     |
| MED              | 10 | Rui Costa        |          |     |
| MED              | 12 | Hugo Viana       |          |     |
| MED              | 14 | Pedro Barbosa    |          |     |
| DEL              | 19 | Capucho          |          |     |
| DEL              | 21 | Nuno Gomes       |          | 77' |
| Entrenador:      |    |                  |          |     |
| António Oliveira |    |                  |          |     |

|              |    |                |       |       |
|              |    |                |       |       |
| POR          | 1  | Lee Woon-jae   |       |       |
| DEF          | 4  | Choi Jin-cheul |       |       |
| DEF          | 7  | Kim Tae-young  | 24'   |       |
| DEF          | 20 | Hong Myung-bo  |       |       |
| MED          | 5  | Kim Nam-il     | 74'   |       |
| MED          | 6  | Yoo Sang-chul  |       |       |
| MED          | 10 | Lee Young-pyo  |       |       |
| MED          | 19 | Ahn Jung-hwan  | 90+3' | 90+3' |
| MED          | 21 | Park Ji-sung   |       |       |
| MED          | 22 | Song Chong-gug |       |       |
| DEL          | 9  | Seol Ki-hyeon  | 57'   |       |
| Suplentes:   |    |                |       |       |
| POR          | 12 | Kim Byung-ji   |       |       |
| POR          | 23 | Choi Eun-sung  |       |       |
| DEF          | 2  | Hyun Young-min |       |       |
| DEF          | 15 | Lee Min-sung   |       |       |
| MED          | 3  | Choi Sung-yong |       |       |
| MED          | 13 | Lee Eul-yong   |       |       |
| MED          | 17 | Yoon Jong-hwan |       |       |
| DEL          | 8  | Choi Tae-uk    |       |       |
| DEL          | 11 | Choi Yong-soo  |       |       |
| DEL          | 14 | Lee Chun-soo   |       | 90+3' |
| DEL          | 16 | Cha Du-ri      |       |       |
| DEL          | 18 | Hwang Sun-hong |       |       |
| Entrenador:  |    |                |       |       |
| Guus Hiddink |    |                |       |       |

| Jugador del Partido: Park Ji-sung Árbitros asistentes: Ali Al-Traifi Ferenc Szekely Cuarto árbitro: Kyros Vassaras | Reglas del partido - 90 minutos. - Doce suplentes convocados. - Máximo de tres sustituciones. |

### Octavos de final

#### Corea del Sur vs. Italia
| 18 de junio de 2002, 20:30 (UTC+9)                                                     | Corea del Sur       | 2:1 (1:1, 0:1) (t. s.) | Italia    | Daejeon World Cup Stadium, Daejeon                       |                                                          |
|                                                                                        | Seol 88' · Ahn 117' | Reporte                | Vieri 18' | Asistencia: 38.588 espectadores Árbitro(s): Byron Moreno | Asistencia: 38.588 espectadores Árbitro(s): Byron Moreno |
| Primera clasificación de Corea del Sur a cuartos de final de la Copa Mundial de Fútbol |                     |                        |           |                                                          |                                                          |

| Corea del Sur | Italia |

|              |    |                |      |     |
|              |    |                |      |     |
| POR          | 1  | Lee Woon-jae   |      |     |
| DEF          | 4  | Choi Jin-cheul | 115' |     |
| DEF          | 7  | Kim Tae-young  | 17'  | 63' |
| DEF          | 20 | Hong Myung-bo  |      | 83' |
| MED          | 5  | Kim Nam-il     |      | 68' |
| MED          | 6  | Yoo Sang-chul  |      |     |
| MED          | 10 | Lee Young-pyo  |      |     |
| MED          | 19 | Ahn Jung-hwan  |      |     |
| MED          | 21 | Park Ji-sung   |      |     |
| MED          | 22 | Song Chong-gug | 80'  |     |
| DEL          | 9  | Seol Ki-hyeon  |      |     |
| Suplentes:   |    |                |      |     |
| POR          | 12 | Kim Byung-ji   |      |     |
| POR          | 23 | Choi Eun-sung  |      |     |
| DEF          | 2  | Hyun Young-min |      |     |
| DEF          | 15 | Lee Min-sung   |      |     |
| MED          | 3  | Choi Sung-yong |      |     |
| MED          | 13 | Lee Eul-yong   |      |     |
| MED          | 17 | Yoon Jong-hwan |      |     |
| DEL          | 8  | Choi Tae-uk    |      |     |
| DEL          | 11 | Choi Yong-soo  |      |     |
| DEL          | 14 | Lee Chun-soo   | 99'  | 68' |
| DEL          | 16 | Cha Du-ri      |      | 83' |
| DEL          | 18 | Hwang Sun-hong |      | 63' |
| Entrenador:  |    |                |      |     |
| Guus Hiddink |    |                |      |     |

|                     |    |                      |           |     |
|                     |    |                      |           |     |
| POR                 | 1  | Gianluigi Buffon     |           |     |
| DEF                 | 2  | Christian Panucci    |           |     |
| DEF                 | 3  | Paolo Maldini        |           |     |
| DEF                 | 4  | Francesco Coco       | 4'        |     |
| DEF                 | 15 | Mark Iuliano         |           |     |
| MED                 | 6  | Cristiano Zanetti    | 59'       |     |
| MED                 | 17 | Damiano Tommasi      | 55'       |     |
| MED                 | 19 | Gianluca Zambrotta   |           | 72' |
| DEL                 | 7  | Alessandro Del Piero |           | 61' |
| DEL                 | 10 | Francesco Totti      | 22', 103' |     |
| DEL                 | 21 | Christian Vieri      |           |     |
| Suplentes:          |    |                      |           |     |
| POR                 | 12 | Christian Abbiati    |           |     |
| POR                 | 22 | Francesco Toldo      |           |     |
| DEF                 | 13 | Alessandro Nesta     |           |     |
| DEF                 | 23 | Marco Materazzi      |           |     |
| MED                 | 8  | Gennaro Gattuso      |           | 61' |
| MED                 | 11 | Cristiano Doni       |           |     |
| MED                 | 16 | Angelo Di Livio      |           | 72' |
| DEL                 | 9  | Filippo Inzaghi      |           |     |
| DEL                 | 18 | Marco Delvecchio     |           |     |
| DEL                 | 20 | Vincenzo Montella    |           |     |
| Entrenador:         |    |                      |           |     |
| Giovanni Trapattoni |    |                      |           |     |

| Jugador del Partido: Ahn Jung-hwan Árbitros asistentes: Jorge Rattalino Ferenc Szekely Cuarto árbitro: Mohamed Guezzaz | Reglas del partido - 90 minutos. - 30 minutos de prórroga si es necesario. - Tiros desde el punto penal si el marcador sigue empatado. - Doce suplentes convocados. - Máximo de tres sustituciones. |

### Cuartos de final

#### España vs. Corea del Sur
| 22 de junio de 2002, 15:30 (UTC+9) | España                           | 0:0 (t. s.)(3:5 p.)        | Corea del Sur                                             | Gwangju World Cup Stadium, Gwangju                            |                                                               |
| |                                  | Reporte                    |                                                           | Asistencia: 42.114 espectadores Árbitro(s): Gamal Al-Ghandour | Asistencia: 42.114 espectadores Árbitro(s): Gamal Al-Ghandour |
| |                                  | Tiros desde el punto penal |                                                           |                                                               |                                                               |
| | Hierro · Baraja · Xavi · Joaquín |                            | S.H. Hwang · J.S. Park · K.H. Seol · J.H. Ahn · M.B. Hong |                                                               |                                                               |
| Primera clasificación de una selección asiática a semifinales de la Copa Mundial de Fútbol. Para más información, véase España vs. Corea del Sur (2002) |                                  |                            |                                                           |                                                               |                                                               |

| España | Corea del Sur |

|                      |    |                     |      |     |
|                      |    |                     |      |     |
| POR                  | 1  | Iker Casillas       |      |     |
| DEF                  | 5  | Carles Puyol        |      |     |
| DEF                  | 6  | Fernando Hierro     |      |     |
| DEF                  | 15 | Enrique Romero      |      |     |
| DEF                  | 20 | Miguel Ángel Nadal  |      |     |
| MED                  | 4  | Iván Helguera       |      | 93' |
| MED                  | 8  | Rubén Baraja        |      |     |
| MED                  | 11 | de Pedro            | 53'  | 70' |
| MED                  | 17 | Juan Carlos Valerón |      | 80' |
| MED                  | 22 | Joaquín             |      |     |
| DEL                  | 9  | Fernando Morientes  | 111' |     |
| Suplentes:           |    |                     |      |     |
| POR                  | 13 | Ricardo             |      |     |
| POR                  | 23 | Pedro Contreras     |      |     |
| DEF                  | 2  | Curro Torres        |      |     |
| DEF                  | 3  | Juanfran            |      |     |
| DEF                  | 19 | Xavi                |      | 93' |
| MED                  | 14 | David Albelda       |      |     |
| MED                  | 16 | Gaizka Mendieta     |      | 70' |
| MED                  | 18 | Sergio              |      |     |
| MED                  | 21 | Luis Enrique        |      | 80' |
| DEL                  | 7  | Raúl                |      |     |
| DEL                  | 10 | Diego Tristán       |      |     |
| DEL                  | 12 | Albert Luque        |      |     |
| Entrenador:          |    |                     |      |     |
| José Antonio Camacho |    |                     |      |     |

|              |    |                |     |     |
|              |    |                |     |     |
| POR          | 1  | Lee Woon-jae   |     |     |
| DEF          | 4  | Choi Jin-cheul |     |     |
| DEF          | 7  | Kim Tae-young  |     | 90' |
| DEF          | 20 | Hong Myung-bo  |     |     |
| MED          | 5  | Kim Nam-il     |     | 32' |
| MED          | 6  | Yoo Sang-chul  | 52' | 60' |
| MED          | 10 | Lee Young-pyo  |     |     |
| MED          | 19 | Ahn Jung-hwan  |     |     |
| MED          | 21 | Park Ji-sung   |     |     |
| MED          | 22 | Song Chong-gug |     |     |
| DEL          | 9  | Seol Ki-hyeon  |     |     |
| Suplentes:   |    |                |     |     |
| POR          | 12 | Kim Byung-ji   |     |     |
| POR          | 23 | Choi Eun-sung  |     |     |
| DEF          | 2  | Hyun Young-min |     |     |
| DEF          | 15 | Lee Min-sung   |     |     |
| MED          | 3  | Choi Sung-yong |     |     |
| MED          | 13 | Lee Eul-yong   |     | 32' |
| MED          | 17 | Yoon Jong-hwan |     |     |
| DEL          | 8  | Choi Tae-uk    |     |     |
| DEL          | 11 | Choi Yong-soo  |     |     |
| DEL          | 14 | Lee Chun-soo   |     | 60' |
| DEL          | 16 | Cha Du-ri      |     |     |
| DEL          | 18 | Hwang Sun-hong |     | 90' |
| Entrenador:  |    |                |     |     |
| Guus Hiddink |    |                |     |     |

| Jugador del Partido: Lee Woon-jae Árbitros asistentes: Ali Tomusange Michael Ragoonath Cuarto árbitro: Saad Mane | Reglas del partido - 90 minutos. - 30 minutos de prórroga si es necesario. - Tiros desde el punto penal si el marcador sigue empatado. - Doce suplentes convocados. - Máximo de tres sustituciones. |

### Semifinales

#### Alemania vs. Corea del Sur
| 25 de junio de 2002, 20:30 (UTC+9) | Alemania    | 1:0 (0:0) | Corea del Sur | Seoul World Cup Stadium, Seúl                         |                                                       |
|                                    | Ballack 75' | Reporte   |               | Asistencia: 65.256 espectadores Árbitro(s): Urs Meier | Asistencia: 65.256 espectadores Árbitro(s): Urs Meier |

| Alemania | Corea del Sur |

|             |    |                     |     |     |
|             |    |                     |     |     |
| POR         | 1  | Oliver Kahn         |     |     |
| DEF         | 2  | Thomas Linke        |     |     |
| DEF         | 21 | Christoph Metzelder |     |     |
| MED         | 5  | Carsten Ramelow     |     |     |
| MED         | 8  | Dietmar Hamann      |     |     |
| MED         | 13 | Michael Ballack     | 71' |     |
| MED         | 19 | Bernd Schneider     |     | 85' |
| MED         | 22 | Torsten Frings      |     |     |
| DEL         | 7  | Oliver Neuville     | 85' | 88' |
| DEL         | 11 | Miroslav Klose      |     | 70' |
| DEL         | 17 | Marco Bode          |     |     |
| Suplentes:  |    |                     |     |     |
| POR         | 12 | Jens Lehmann        |     |     |
| POR         | 23 | Hans-Jörg Butt      |     |     |
| DEF         | 3  | Marko Rehmer        |     |     |
| DEF         | 4  | Frank Baumann       |     |     |
| DEF         | 6  | Christian Ziege     |     |     |
| DEF         | 15 | Sebastian Kehl      |     |     |
| MED         | 10 | Lars Ricken         |     |     |
| MED         | 16 | Jens Jeremies       |     | 85' |
| DEL         | 9  | Carsten Jancker     |     |     |
| DEL         | 14 | Gerald Asamoah      |     | 88' |
| DEL         | 20 | Oliver Bierhoff     |     | 70' |
| Entrenador: |    |                     |     |     |
| Rudi Völler |    |                     |     |     |

|              |    |                |       |     |
|              |    |                |       |     |
| POR          | 1  | Lee Woon-jae   |       |     |
| DEF          | 4  | Choi Jin-cheul |       | 56' |
| DEF          | 7  | Kim Tae-young  |       |     |
| DEF          | 20 | Hong Myung-bo  |       | 80' |
| MED          | 6  | Yoo Sang-chul  |       |     |
| MED          | 10 | Lee Young-pyo  |       |     |
| MED          | 21 | Park Ji-sung   |       |     |
| MED          | 22 | Song Chong-gug |       |     |
| DEL          | 14 | Lee Chun-soo   |       |     |
| DEL          | 16 | Cha Du-ri      |       |     |
| DEL          | 18 | Hwang Sun-hong |       | 54' |
| Suplentes:   |    |                |       |     |
| POR          | 12 | Kim Byung-ji   |       |     |
| POR          | 23 | Choi Eun-sung  |       |     |
| DEF          | 2  | Hyun Young-min |       |     |
| DEF          | 15 | Lee Min-sung   | 90+4' | 56' |
| MED          | 3  | Choi Sung-yong |       |     |
| MED          | 13 | Lee Eul-yong   |       |     |
| MED          | 17 | Yoon Jong-hwan |       |     |
| MED          | 19 | Ahn Jung-hwan  |       | 54' |
| DEL          | 8  | Choi Tae-uk    |       |     |
| DEL          | 9  | Seol Ki-hyeon  |       | 80' |
| DEL          | 11 | Choi Yong-soo  |       |     |
| Entrenador:  |    |                |       |     |
| Guus Hiddink |    |                |       |     |

| Jugador del Partido: Michael Ballack Árbitros asistentes: Frédéric Arnault Evzen Amler Cuarto árbitro: Gilles Veissière | Reglas del partido - 90 minutos. - 30 minutos de prórroga si es necesario. - Tiros desde el punto penal si el marcador sigue empatado. - Doce suplentes convocados. - Máximo de tres sustituciones. |

### Partido por el tercer lugar

#### Corea del Sur vs. Turquía
| 29 de junio de 2002, 20:00 (UTC+9)                                                                       | Corea del Sur            | 2:3 (1:3) | Turquía                               | Daegu World Cup Stadium, Daegu                        |                                                       |
| | E.Y. Lee 9' · Song 90+3' | Reporte   | Hakan Şükür 0' 11'' · Mansız 13', 32' | Asistencia: 63.483 espectadores Árbitro(s): Saad Mane | Asistencia: 63.483 espectadores Árbitro(s): Saad Mane |
| El gol de Hakan Şükür a los 11 segundos es el gol más rápido en la historia de la Copa Mundial de Fútbol |                          |           |                                       |                                                       |                                                       |

| Corea del Sur | Turquía |

|              |    |                |     |     |
|              |    |                |     |     |
| POR          | 1  | Lee Woon-jae   |     |     |
| DEF          | 15 | Lee Min-sung   |     |     |
| DEF          | 20 | Hong Myung-bo  |     | 46' |
| MED          | 6  | Yoo Sang-chul  |     |     |
| MED          | 10 | Lee Young-pyo  |     |     |
| MED          | 13 | Lee Eul-yong   | 23' | 65' |
| MED          | 19 | Ahn Jung-hwan  |     |     |
| MED          | 21 | Park Ji-sung   |     |     |
| MED          | 22 | Song Chong-gug |     |     |
| DEL          | 9  | Seol Ki-hyeon  |     | 79' |
| DEL          | 14 | Lee Chun-soo   |     |     |
| Suplentes:   |    |                |     |     |
| POR          | 12 | Kim Byung-ji   |     |     |
| POR          | 23 | Choi Eun-sung  |     |     |
| DEF          | 2  | Hyun Young-min |     |     |
| DEF          | 4  | Choi Jin-cheul |     |     |
| DEF          | 7  | Kim Tae-young  |     | 46' |
| MED          | 3  | Choi Sung-yong |     |     |
| MED          | 17 | Yoon Jong-hwan |     |     |
| DEL          | 8  | Choi Tae-uk    |     | 79' |
| DEL          | 11 | Choi Yong-soo  |     |     |
| DEL          | 16 | Cha Du-ri      |     | 65' |
| DEL          | 18 | Hwang Sun-hong |     |     |
| Entrenador:  |    |                |     |     |
| Guus Hiddink |    |                |     |     |

|             |    |                  |     |     |
|             |    |                  |     |     |
| POR         | 1  | Rüştü Reçber     | 83' |     |
| DEF         | 3  | Bülent Korkmaz   |     |     |
| DEF         | 4  | Fatih Akyel      |     |     |
| DEF         | 5  | Alpay Özalan     |     |     |
| MED         | 8  | Tugay Kerimoğlu  | 50' |     |
| MED         | 10 | Yıldıray Baştürk |     | 86' |
| MED         | 18 | Ergün Penbe      |     |     |
| MED         | 21 | Emre Belözoğlu   |     | 41' |
| MED         | 22 | Ümit Davala      |     | 76' |
| DEL         | 9  | Hakan Şükür      |     |     |
| DEL         | 17 | İlhan Mansız     |     |     |
| Suplentes:  |    |                  |     |     |
| POR         | 12 | Ömer Çatkıç      |     |     |
| POR         | 23 | Zafer Özgültekin |     |     |
| DEF         | 2  | Emre Aşık        |     |     |
| DEF         | 16 | Ümit Özat        |     |     |
| DEF         | 20 | Hakan Ünsal      |     | 41' |
| MED         | 7  | Okan Buruk       |     | 76' |
| MED         | 13 | Muzzy Izzet      |     |     |
| MED         | 14 | Tayfur Havutçu   |     | 86' |
| MED         | 19 | Abdullah Ercan   |     |     |
| DEL         | 6  | Arif Erdem       |     |     |
| DEL         | 11 | Hasan Şaş        |     |     |
| DEL         | 15 | Nihat Kahveci    |     |     |
| Entrenador: |    |                  |     |     |
| Şenol Güneş |    |                  |     |     |

| Jugador del Partido: Hakan Şükür Árbitros asistentes: Ali Al-Traifi Héctor Vergara Cuarto árbitro: Felipe Ramos Rizo | Reglas del partido - 90 minutos. - 30 minutos de prórroga si es necesario. - Tiros desde el punto penal si el marcador sigue empatado. - Siete suplentes convocados. - Máximo de tres sustituciones. |

## Estadísticas

### Participación de jugadores
| #  | Nombre         | Posición      | PJ | Min |   | Asist |   |   |
| -- | -------------- | ------------- | -- | --- | - | ----- | - | - |
| 2  | Hyun Young-min | Defensa       | 0  | 0   | 0 | 0     | 0 | 0 |
| 3  | Choi Sung-yong | Mediocampista | 0  | 0   | 0 | 0     | 0 | 0 |
| 4  | Choi Jin-cheul | Defensa       | 6  | 563 | 0 | 0     | 1 | 0 |
| 5  | Kim Nam-il     | Mediocampista | 5  | 370 | 0 | 0     | 1 | 0 |
| 6  | Yoo Sang-chul  | Mediocampista | 7  | 577 | 1 | 0     | 1 | 0 |
| 7  | Kim Tae-young  | Defensa       | 7  | 557 | 0 | 0     | 2 | 0 |
| 8  | Choi Tae-uk    | Delantero     | 1  | 11  | 0 | 0     | 0 | 0 |
| 9  | Seol Ki-hyeon  | Delantero     | 7  | 595 | 1 | 0     | 1 | 0 |
| 10 | Lee Young-pyo  | Mediocampista | 5  | 507 | 0 | 0     | 0 | 0 |
| 11 | Choi Yong-soo  | Delantero     | 1  | 21  | 0 | 0     | 0 | 0 |
| 13 | Lee Eul-yong   | Mediocampista | 4  | 333 | 1 | 2     | 1 | 0 |
| 14 | Lee Chun-soo   | Delantero     | 7  | 371 | 0 | 1     | 1 | 0 |
| 15 | Lee Min-sung   | Defensa       | 2  | 124 | 0 | 0     | 1 | 0 |
| 16 | Cha Du-ri      | Delantero     | 4  | 150 | 0 | 0     | 1 | 0 |
| 17 | Yoon Jong-hwan | Mediocampista | 0  | 0   | 0 | 0     | 0 | 0 |
| 18 | Hwang Sun-hong | Delantero     | 5  | 244 | 1 | 0     | 0 | 0 |
| 19 | Ahn Jung-hwan  | Mediocampista | 7  | 526 | 2 | 0     | 1 | 0 |
| 20 | Hong Myung-bo  | Defensa       | 7  | 598 | 0 | 0     | 1 | 0 |
| 21 | Park Ji-sung   | Mediocampista | 7  | 635 | 1 | 0     | 1 | 0 |
| 22 | Song Chong-gug | Mediocampista | 7  | 687 | 1 | 0     | 1 | 0 |
| #  | Nombre         | Posición      | PJ | Min |   | Prom. |   |   |
| 1  | Lee Woon-jae   | Portero       | 7  | 687 | 6 | 0,86  | 0 | 0 |
| 12 | Kim Byung-ji   | Portero       | 0  | 0   | 0 | 0     | 0 | 0 |
| 23 | Choi Eun-sung  | Portero       | 0  | 0   | 0 | 0     | 0 | 0 |